# Генеральне консульство Республіки Польща в Одесі

Консульські округи Польщі в Україні

Генеральне консульство Республіки Польща в Одесі (пол. Konsulat Generalny Rzeczypospolitej Polskiej w Odessie) — дипломатична місія Польщі в Одесі.

## Консульський округ
Консульський округ консульства охоплює території таких регіонів:
- Херсонська область
- Миколаївська область
- Одеська область
- Автономна Республіка Крим
- Севастополь

## Консули
- 2002–2006 – Анджей Собчак
- 2006–2010 – Вєслав Мазур
- 2010–2014 – Йоанна Стшельчик
- вересень 2014–липень 2018 – Даріуш Шевчик
- серпень 2018–2020 – Анджей Шмідке
- 2020–2022 – Катажина Солек
- 2022–2024 – Агнєшка Мруз
- з 2024 – Яцек Ґоцловський[2]

У 1918–1919 роках консулами Польщі в Одесі були:
- 1918–1919 – Зенон Беліна Бжозовський
- 1919 – Станіслав Сроковський